# Macaduma feliscaudata
Macaduma feliscaudata là một loài bướm đêm thuộc phân họ Arctiinae, họ Erebidae.